# Charlotte de Vos
 (août 2013).
Si vous disposez d'ouvrages ou d'articles de référence ou si vous connaissez des sites web de qualité traitant du thème abordé ici, merci de compléter l'article en donnant les références utiles à sa vérifiabilité et en les liant à la section « Notes et références ».
Charlotte de Vos (née le 8 octobre 1983 à Anvers) est une joueuse belge de hockey sur gazon. Elle a participé aux Jeux olympiques de Londres avec l'équipe nationale belge. Elle se classe également 4e du Championnat d'Europe 2013 avec la sélection belge.